# Julie pot de colle
Pour plus de détails, voir Fiche technique et Distribution.
Julie pot de colle est un film français réalisé par Philippe de Broca, sorti en 1977.

## Synopsis
Jean-Luc Farlot est fondé de pouvoir d'une grande banque européenne. Élégant, efficace, un peu compassé, il est même fiancé à Delphine, la sœur de son patron. Venu au Maroc étudier le financement d'un complexe touristique futuriste, il est témoin, lors d'un dîner, d'une vive altercation opposant l'architecte du projet, François Chardon, et son épouse, Julie. Il ne se doute pas des conséquences que va avoir cette rencontre.

## Fiche technique
- Titre original : Julie pot de colle
- Réalisation : Philippe de Broca
- Scénario : Jean-Claude Carrière, d'après le roman The Chains of Pity publié en 1975 par Peter de Polnay (en)
- Musique : Georges Delerue
- Direction artistique : François de Lamothe
- Costumes : Paulette Breil
- Photographie : René Mathelin
- Son : Charles Rabeuf
- Montage : Henri Lanoë
- Production déléguée : Serge Laski, Jean-Claude Fleury
- Production exécutive : Simone Allouche
- Sociétés de production : Les Films de l'Alma, FR3, Société Française de Production
- Société de distribution : SN Prodis
- Pays d'origine :  France
- Langue originale : français
- Format : couleur (Eastmancolor) — 35 mm — 1,85:1 — son Mono
- Genre : comédie
- Durée : 95 minutes
- Date de sortie :
  - France : 20 avril 1977

## Distribution
- Jean-Claude Brialy : Jean-Luc, le fondé de pouvoir d'une banque parisienne qui vient en aide à Julie et ne peut plus s'en dépêtrer
- Marlène Jobert : Julie Chardon, une jeune femme qui a tué son mari et qui s'accroche à Jean-Luc
- Alexandra Stewart : Delphine, une intellectuelle un peu complexée, la fiancée de Jean-Luc
- Christian Alers : Serge Payrac, l'assistant-souffre-douleur de Chardon
- Philippe Rouleau : François Chardon, le mari brutal de Julie et piètre architecte
- Francis Lemaire : Monsieur Tamer, un représentant belge en plantes vertes artificielles
- Reinhard Kolldehoff : Heinzel, un banquier allemand, l'associé de Jean-Luc
- Anna Gaylor : Mademoiselle Poinsot, la secrétaire de Jean-Luc
- Catherine Alric : l'infirmière des urgences
- Salaheddine Ben Moussa : le chauffeur de Jean-Luc
- Jean-Claude Carrière : Le conseiller
- Moulay El Alaoui : le commaissaire marocain
- David Gabison : Jacques, un financier, le futur beau-frère
- Hélène Hily : une concierge
- Maurice Illouz : Akbach
- Mohamed Karaouane : l'inspecteur marocain
- Jacques Boudet : le commissaire de police
- Albert Michel : un passager du train
- Antoine Mosin : le patron de l'hôtel
- Alexandre von Sivers : un secrétaire d'Heinzel
- Georges Yacoubian : un technocrate